# Districte de Tiruvallur
El districte de Tiruvallur (o Thiruvallur) és una divisió administrativa de l'estat de Tamil Nadu a l'Índia. La capital és Tiruvallur o Thiruvallur. La superfície és de 3.424 km² i la població al cens del 2001 era de 2.754.756 habitants. Una part del districte està sota control de l'Àrea Metropolitana de Chennai administrada per l'Autoritat Metropolitana de desenvolupament de Chennai per la planificació i coordinació i amb diverses agències nodals per alguns serveis.

## Administració
Administrativament està format per 8 talukes:
- Tiruvallur
- Poonamallee
- Ambattur
- Ponneri
- Gummidipoondi
- Uthukottai
- Tiruttani
- Pallipattu

Al districte destaca el temple Sri Vaidya Veera Raghava Swami al centre mateix de la capital, un dels 108 temples sagrats dels vaixnavites.

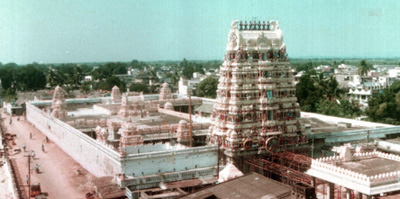
Temple Veera Raghava Swami a Tiruvallur

També són importants el temple Sri Viswaroopa Panchamukha Hanuman Ashram on s'adora una estàtua amb cinc cares de l'Hanuman, el temple de Vadivudai Amman a Tiruvottiyur i el temple Sri Lakshmi Narasimhar a Narasingapuram a 55 km de Chennai

## Història
El districte es va fundar el 1997 segregat del districte de Chengalpattu (que el 1991 havia estat rebatejat com a Chengalpattu-MGR/Kancheepuram) amb les talukes de Tiruvallur i Tiruttani i les subtalukes d'Uthukkottai i Pallipattu (tot de la divisió de Tiruvalli), i les talukes de Ponneri i Gummindipoondi (de la divisió de Saidapet). Posteriorment es van crear les talukes d'Ambattur i Poonamallee. El districte matriu va agafar el nom de districte de Kanchipuram.